# Kanton Redon
Der Kanton Redon (bretonisch Kanton Redon) ist seit 1790 ein französischer Kanton im Arrondissement Redon, im Département Ille-et-Vilaine und in der Region Bretagne; sein Hauptort ist Redon.

## Geschichte
Der Kanton entstand am 15. Februar 1790. Von 1801 bis 2015 gehörten acht Gemeinden zum Kanton Redon. Mit der Neuordnung der Kantone in Frankreich stieg die Zahl der Gemeinden 2015 auf 16. Zu den bisherigen 6 Gemeinden des alten Kantons Redon kamen alle 9 Gemeinden des Kantons Pipriac und die Gemeinde Messac aus dem Kanton Bain-de-Bretagne hinzu. Durch die Fusion der Gemeinden Guipry und Messac sank die Zahl der Gemeinden am 1. Januar 2016 auf 15.

## Lage
Der Kanton liegt im Südwesten des Départements Ille-et-Vilaine.

## Gemeinden

### Kanton Redon seit 2015
Der Kanton besteht aus 15 Gemeinden mit insgesamt 36.923 Einwohnern (Stand: 1. Januar 2022) auf einer Gesamtfläche von 452,18 km²:
| Gemeinde             | Gallo               | Bretonisch      | Einwohner (2022) | Fläche (km²) | Code postal | Code Insee |
| -------------------- | ------------------- | --------------- | ---------------- | ------------ | ----------- | ---------- |
| Bains-sur-Oust       | Bein                | Baen-Ballon     | 3.521            | 44,63        | 35600       | 35013      |
| Bruc-sur-Aff         | Bruc                | Brug            | 856              | 21,23        | 35550       | 35045      |
| Guipry-Messac        | Gipri-Meczac        | Gwipri-Mezeg    | 7.243            | 91,99        | 35480       | 35176      |
| La Chapelle-de-Brain | La Chapèll-de-Braen | Chapel-Braen    | 1.107            | 17,65        | 35660       | 35064      |
| Langon               | Langon              | Landegon        | 1.393            | 36,54        | 35660       | 35145      |
| Lieuron              | Lioeron             | Luzron          | 802              | 16,72        | 35550       | 35151      |
| Lohéac               | Lozeyac             | Lohieg          | 700              | 5,11         | 35550       | 35155      |
| Pipriac              | Pisperiac           | Presperieg      | 3.871            | 48,65        | 35550       | 35219      |
| Redon                | Redon               | Redon           | 9.336            | 15,09        | 35600       | 35236      |
| Renac                | Renac               | Ranneg          | 1.032            | 25,89        | 35660       | 35237      |
| Saint-Ganton         | Saent-Ganton        | Sant-Weganton   | 414              | 14,08        | 35550       | 35268      |
| Saint-Just           | Saent-Just          | Sant-Yust       | 1.103            | 28,05        | 35550       | 35285      |
| Saint-Malo-de-Phily  | Saent-Malo-de-Fili  | Sant-Maloù-Fili | 1.074            | 18,77        | 35480       | 35289      |
| Sainte-Marie         | Saentt-Mariy        | Lokmaria-Redon  | 2.249            | 25,28        | 35600       | 35294      |
| Sixt-sur-Aff         | Sitz                | Seizh           | 2.222            | 42,50        | 35550       | 35328      |
| Kanton Redon         | Redon               | Redon           | 36.923           | 452,18       | -           | 3517       |

### Veränderungen im Gemeindebestand seit der landesweiten Neuordnung der Kantone
2016: Fusion Guipry und Messac → Guipry-Messac

### Kanton Redon bis 2015
Der alte Kanton Redon bestand aus sechs Gemeinden auf einer Fläche von 165,08 km². Diese waren: Bains-sur-Oust, La Chapelle-de-Brain, Langon, Redon (Hauptort), Renac und Sainte-Marie.

## Bevölkerungsentwicklung
| 1962   | 1968   | 1975   | 1982   | 1990   | 1999   | 2006   | 2012   |
| ------ | ------ | ------ | ------ | ------ | ------ | ------ | ------ |
| 15.459 | 15.964 | 16.182 | 16.186 | 16.688 | 17.257 | 18.252 | 18.427 |

## Politik
Im 1. Wahlgang am 22. März 2015 erreichte keines der vier Wahlpaare die absolute Mehrheit. Bei der Stichwahl am 29. März 2015 gewann das Gespann Franck Pichot (PS)/Solène Michenot (DVG) gegen Vincent Bourguet/Céline Motel (beide UDI) mit einem Stimmenanteil von 52,84 % (Wahlbeteiligung:47,15 %).
Seit 1945 hatte der Kanton folgende Abgeordnete im Rat des Départements:
| Vertreter im conseil général des Départements | Vertreter im conseil général des Départements | Vertreter im conseil général des Départements |
| Amtszeit                                      | Name                                          | Partei                                        |
| --------------------------------------------- | --------------------------------------------- | --------------------------------------------- |
| 1945–1958                                     | Michel du Halgouët de Poulpiquet              | DVD                                           |
| 1958–1970                                     | Isidore Renouard                              | Républicains indépendants (RI)                |
| 1970–1994                                     | Jean-Baptiste Lelièvre                        | CD, dann UDF                                  |
| 1994–1995                                     | Alain Madelin                                 | UDF-DL                                        |
| 1995–2007                                     | Jean-Michel Bollé                             | UMP                                           |
| 2007–2009                                     | Dominique Julaud                              | DVD                                           |
| 2009–2015                                     | Jean-François Guérin                          | PS                                            |
| 2015–                                         | Franck Pichot Solène Michenot                 | PS DVG                                        |